# Christopher C. Miller
Pour les articles homonymes, voir Chris Miller.
Christopher Charles Miller, né le 15 octobre 1965 à Platteville (Wisconsin), est un haut fonctionnaire américain. Il est secrétaire à la Défense des États-Unis par intérim entre le 9 novembre 2020 et le 20 janvier 2021, sous la présidence de Donald Trump. 
Miller est également directeur du National Counterterrorism Center (NCC) du 10 août 2020 au 9 novembre 2020.

## Biographie

### Jeunesse et formation
Né à Platteville, dans le sud-ouest du Wisconsin, Christopher Miller est le fils de Lois M. et Harvey D. Miller. Il grandit à Iowa City, dans l'Iowa. Il obtient un baccalauréat ès arts en histoire de l'université George-Washington en 1987 et une maîtrise ès arts en études sur la sécurité nationale du Naval War College en 2001,.

### Carrière

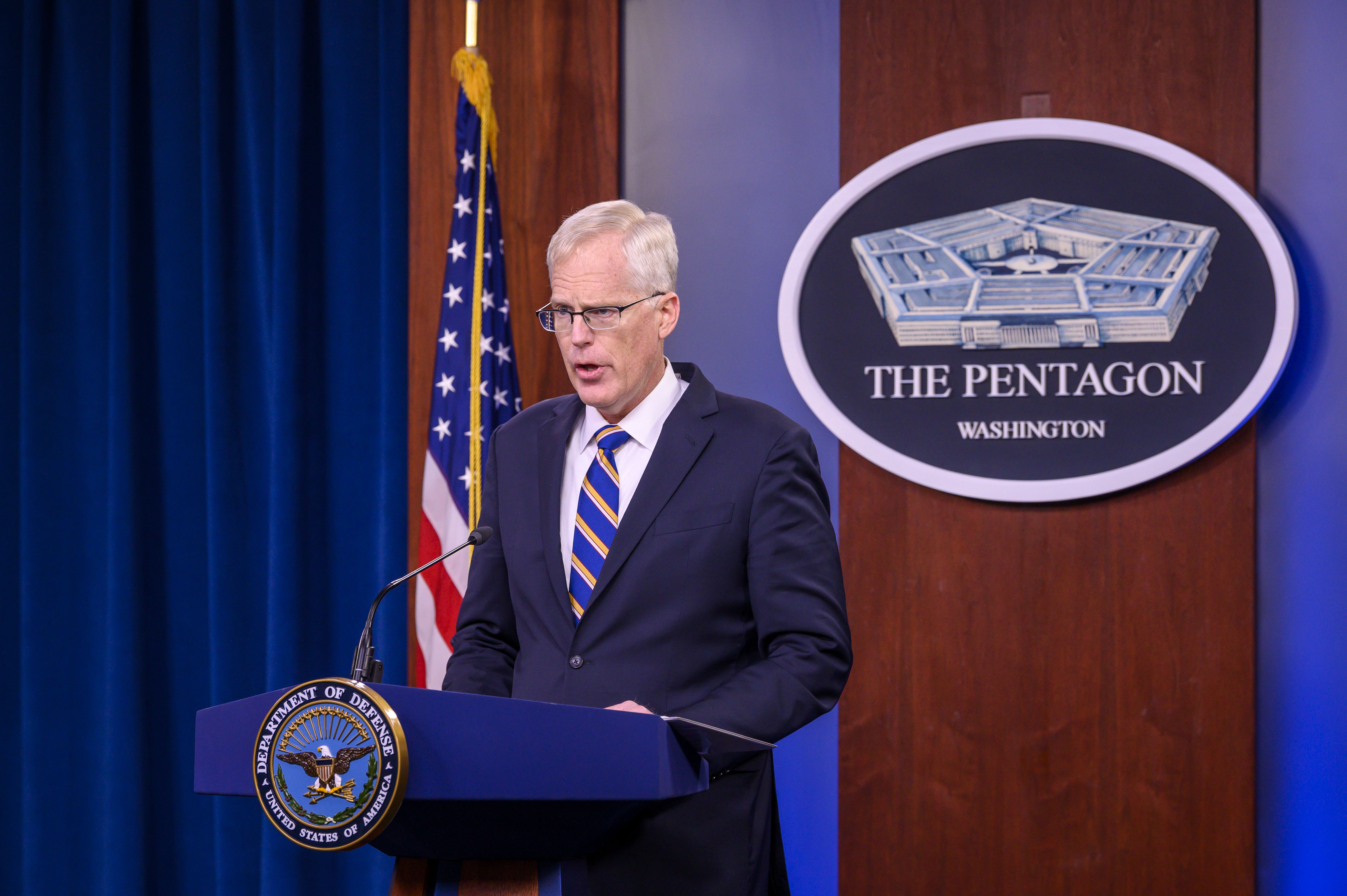
Miller en tant que secrétaire à la Défense par intérim le 17 novembre 2020.

Miller est un ancien béret vert (force spéciale), servant dans l'armée de 1983 à 2014. 
En mars 2018, Miller rejoint l'administration Trump comme conseiller en contre-terrorisme au Conseil de sécurité nationale. En mars 2020, il est nommé par le président Trump au poste de directeur du Centre national de lutte contre le terrorisme, rôle dans lequel il est confirmé à l'unanimité par le Sénat le 6 août suivant,. 
Le 9 novembre 2020, il est nommé secrétaire à la Défense par intérim par Donald Trump, à la suite du limogeage par le président du secrétaire à la Défense Mark Esper,,,.

### Vie privée
Miller est marié à Kathryn Elizabeth Maag, manager pour un groupe de pression sur la santé et l'environnement. Ils ont trois enfants.